# Christer Yndestad
Christer Rødsæther Yndestad (født 24. juli 1990 i Bergen) er en norsk håndboldspiller som spiller for Fyllingen Håndball.